# St-Vincent (Les Baux)

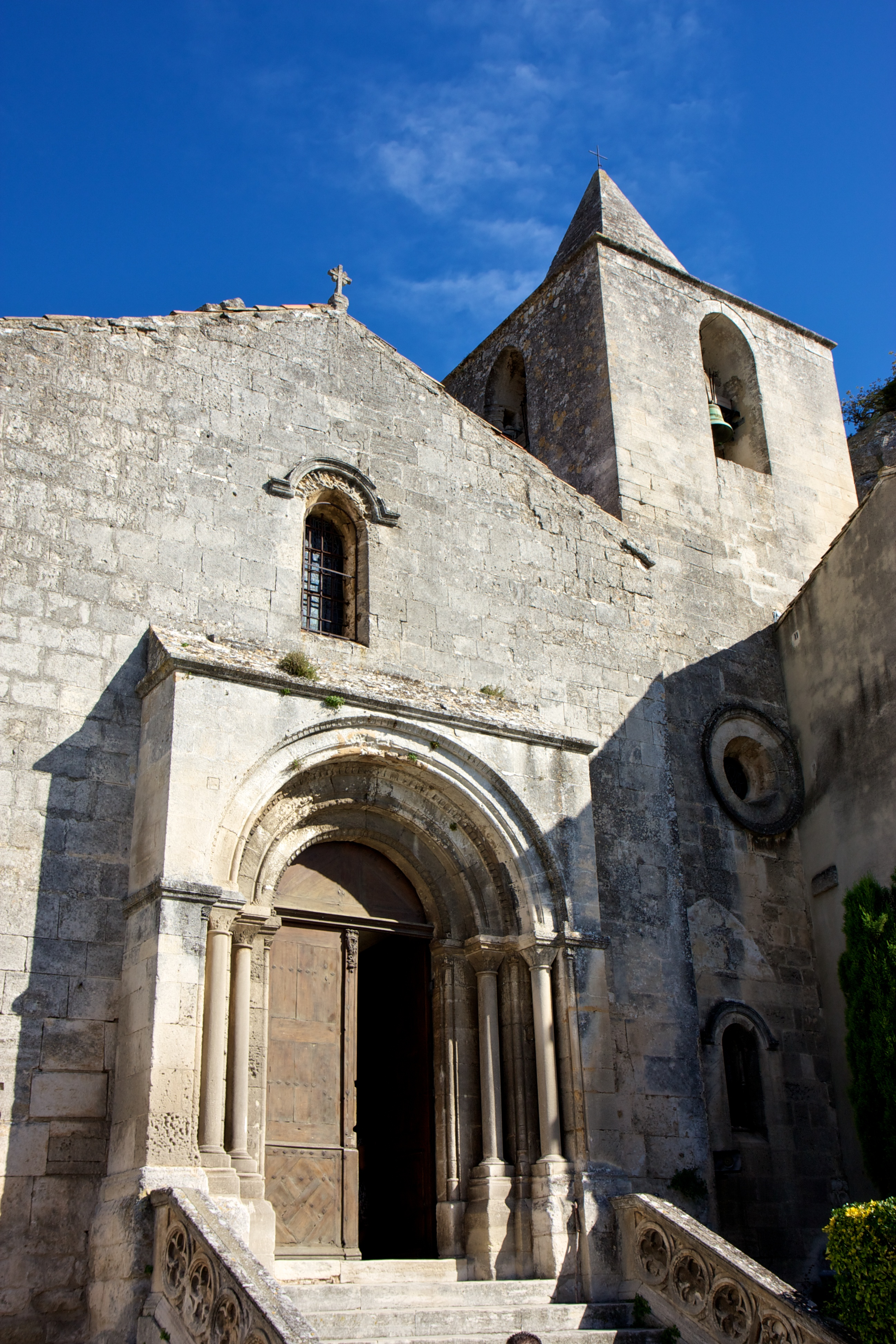
Kirche Saint-Vincent

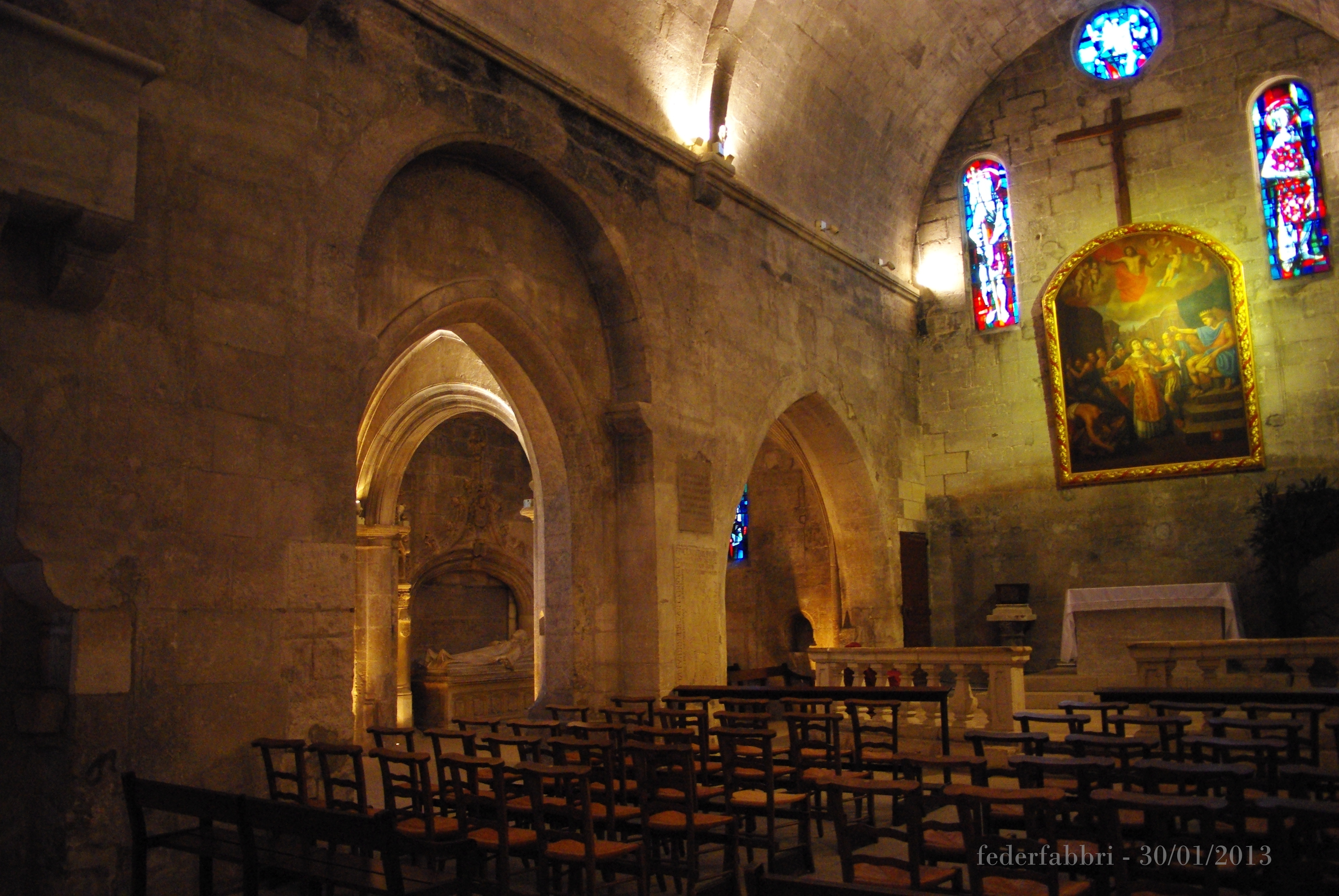
Inneres von Saint-Vincent

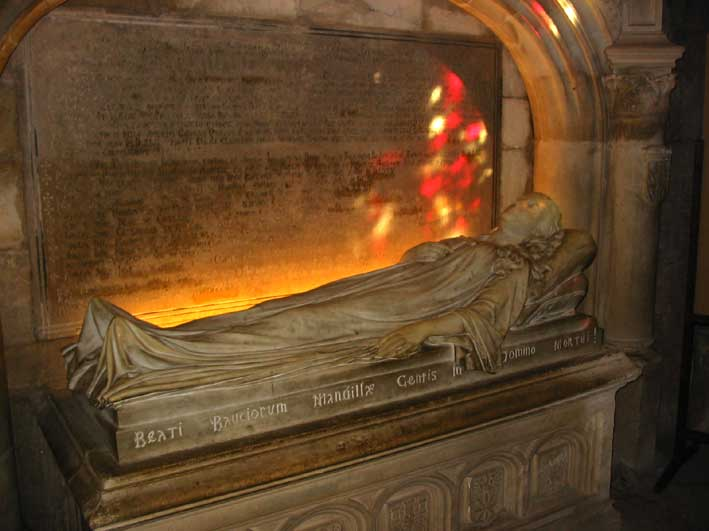
Kenotaph de Manville

Die katholische Kirche St-Vincent in Les Baux, einer französischen Gemeinde im Département Bouches-du-Rhône in der Region Provence-Alpes-Côte d’Azur, wurde im 12. Jahrhundert errichtet. Die Kirche ist seit 1886 ein geschütztes Baudenkmal (Monument historique).

## Geschichte
Die dem heiligen Vinzenz geweihte Kirche wurde ab dem 12. Jahrhundert für ein Priorat errichtet. 1481 wurde St-Vincent Pfarrkirche von Les Baux.

## Architektur
Das schwer zugängliche Gelände erklärt den ungewöhnlichen Grundriss der Kirche, der breiter ist als lang. Das südliche Seitenschiff ist in den Felsen gehauen und das Chorhaupt wurde 1609 um ein Joch erweitert. Die Kirche besitzt ein imposantes Portal, dessen Bogenwölbungen mit stilisierten Blättern verziert sind. An der Fassade ist eine Steinplatte angebracht in die ein typisch provenzalisches Fabelwesen (Tarasque) eingraviert ist.